# Diana Cabeza
Diana Cabeza   (Buenos Aires, 14 d'agost de 1954 - 22 de maig de 2024) va ser una arquitecta i dissenyadora argentina especialista en equipament urbà. Els seus elements vesteixen espais públics significatius de les ciutats més importants del món com Tòquio, Zúric, París, Barcelona, Nova York, Washington DC, i equipen els carrers, places, parcs i museus de les ciutat de Córdoba, Rosario, Jujuy, Pergamí, Mendoza, Puerto Madryn, Catamarca, Trelew o Buenos Aires.

## Biografia
Diana Cabeza era diplomada de l'Escola Nacional de Belles Arts Prilidiano Pueyrredón de la Facultat d'Arquitectura i Urbanisme de la Universitat de Belgrano. La seva activitat es va concentrar en tres àrees: disseny i producció d'equipament urbà i institucional amb dissenys de la seva autoria a través d'Estudi Cap®, desenvolupament de serveis de disseny per a tercers i recerca.
Va orientar sempre el seu treball en temes de recerca entorn de les possibilitats dels llocs, els espais socials, els usos, l'ergonomia i la revaloració dels materials regionals; els seus dissenys sempre pensats i desenvolupats en l'Argentina van ser publicats i premiats internacionalment.